# Királyok csatája
A Királyok csatája (eredeti címe: A Clash of Kings) George R. R. Martin A tűz és jég dala című fantasy regényciklusának második kötete.
A történet ott folytatódik, ahol az előző rész befejeződött. Westeros királya halott, a hatalomért pedig öt nagy úr száll harcba egymással. A királyság trónján a halott uralkodó fia, Joffrey ül, akit azonban a néhai király fivérei azzal vádolnak, hogy anyja saját ikertestvérétől született, így hamis a trónkövetelése. A fivérek, Stannis és Renly Baratheon egyaránt királlyá koronáztatják magukat, s hadat üzennek unokaöccsüknek és egymásnak is. Észak önjelölt, ifjú királya, Robb Stark meg szeretné bosszulni a kölyökkirály Joffrey által lefejeztetett apját, s ki szeretné szabadítani fogságba esett húgait. Eközben a Vas-szigetek harcias, lázadó szellemű ura, Balon Greyjoy is királynak kezdi nevezni magát és összehívja lobogóit.
A cselekmény északon és keleten is tovább folytatódik. Az Éjjeli Őrség tagjai expedíciót indítanak a Falon túlra, hogy felkutassák eltűnt bajtársaikat, legfőképp Havas Jon nagybátyját, Benjen Starkot. A keleti kontinensen az utolsó Targaryen, Viharbanszületett Daenerys tovább szövögeti terveit az egykoron családja uralma alatt álló Westeros visszahódítására, immáron három sárkányfiókával az oldalán.

## A történet
|  | Alább a cselekmény részletei következnek! |

A Királyok csatája több történetszálat vonultat fel egy időben.

### A Hét Királyságban
Stannis Baratheon Westeros törvényes uralkodójának kiáltja ki magát, egy papnő az asshai Melisandre segítségével, aki úgy hiszi, hogy Stannis nem más, mint a hite szerinti messianisztikus figura, Azor Ahai reinkarnációja. Catelyn Stark találkozik mind Stannisszel, mind öccsével, Renlyvel, hogy létrehozzon egy Lannister-ellenes szövetséget, de kudarcot vall, miután egy titokzatos árny megöli Renlyt. Egy harcos szűz, Tarth-i Brienne, és Catelyn is gyanúsítottak lesznek a gyilkossággal, miközben a Tyrellek kivételével Renly összes szövetségese átáll Stannishez. Hamarosan kiderül, hogy a gyilkos Melisandre egyik árnya volt, míg egy második árny segítségével sikeresen beveszik Renly egykori kastélyát.
Tyrion Lannister megérkezik Királyvárba, ahol a király Segítőjeként lép fel. Miközben megpróbálja helyrehozni a dolgokat nővére, Cersei nagy bosszúságára, megerősítteti a várat, és elküldi Kisujjat, hogy tárgyaljon a Tyrellekkel egy esetleges szövetségről. Lord Mace Tyrell beleegyezik a szövetségbe, azzal a feltétellel, ha Joffrey király Sansa helyett az ő lányát, Renly korábbi menyasszonyát, Margaeryt veszi el. Tyrion szövetséget köt a Martell-házzal is, miután Myrcella hercegnő kezét Trystane Martellnek ígéri.
Az otthon maradt északi urak egymás után látogatnak el Deresbe, hogy hűséget fogadjanak Észak királyának. Zavaros-rév ura helyett két gyermeke, Jojen és Meera Reed érkezik meg, akik tudnak Bran Stark különös álmairól. Eközben eljut a hír Deresbe, hogy Roose Bolton hírhedt fattya elfoglalta egy halott nagyúr földjeit, mire Ser Rodrik és katonái elindulnak megfékezni tombolását. Az útról győztesen térnek vissza, egy Bűzös nevű fogollyal, aki a fattyú szolgájának mondja magát. Jojen különös rémisztő álmot lát, mely szerint a tenger el fogja árasztani Derest.
Robb Stark megbízza Theon Greyjoyt, barátját és apja gyámfiát, hogy menjen haza atyjához a Vas-szigetekre, és állítsa a vasembereket Észak ügye mellé. Theont azonban különös dolog fogadja: apja, Balon Greyjoy már a saját terveit szövögeti, királlyá koronázza magát és támadást indít a védtelenül maradt Észak ellen. Theon apja mellé áll, aki azonban nem bízik benne, így alantas fosztogató küldetésre küldi őt. A fiú ebbe nem nyugszik bele, s mindössze húsz emberével, csellel elfoglalja Derest. Az álom valósággá vált, a tengerész vasemberek bevették a kastélyt.
Theon Deres hercegévé nevezi ki magát, s erősítést kér a szintén harcoló nővérétől. Egyik reggel észreveszik, hogy Bran és Rickon eltűnt, Theon pedig kétségbeesetten elindul megkeresni őket. A hajsza kudarcba fullad, de a vasemberek mellé állt Bűzös megoldást talál: meggyilkolnak két vidéki parasztfiút, testüket kátrányba mártják és Stark-fiúknak hazudják őket. Nem sokkal ezután megérkezik a nővér, Asha, aki azonban nem hoz magával katonákat. Megrója öccsét a gyilkosság miatt és megkéri, hogy adja fel Derest. Theon elküldi Bűzöst, aki megígéri, hogy segítséget hoz.
Végül megérkezik a támadás előtt Deresből elcsalt Ser Rodrik, katonáival együtt. Theon már a vár feladásán gondolkodik, amikor hirtelen egy másik sereg támadja hátba Rodrikékat. A vasemberek úgy hiszik, megmenekültek, így megnyitják a kapukat a rejtélyes seregnek. A katonák vezetője Bűzös, aki felfedi kilétét: valójában ő Bolton Fattya, Ramsay. Leüti Theont, harcosai pedig lemészárolják a vasembereket és felgyújtják Derest.
Bran és társai végig a kastély kriptájában bujkáltak, csak a harc után merészkednek elő. Megtalálják a haldokló Luwin mestert, aki rábízza a gyerekeket Oshára, a vad asszonyra. Bran a Reedekkel, Hodorral és farkasával elindul a Fal felé, Rickon pedig Oshával tart. Robb Stark számos csatát megnyer Tywin Lannister ellenében, aki visszavágna, de amikor meghallja, hogy Királyvár veszélyben forog, inkább arra veszi az irányt.
Arya Stark, aki álcázásképp az Arry nevet viseli és fiúnak adja ki magát, északra tart az Éjjeli Őrség újoncaival. Váratlanul rajtuk ütnek a Lannisterek és Harrenhalba viszik őket, ahol Arya cseléd lesz. Megmenti egy braavosi ember, Jaqen H'ghar és két társa életét, amiért cserébe az három, általa választott ember halálát ígéri neki. Arya két Lannister-zászlóvivőt választ, és azt, hogy eresszék szabadon a Stark-barátokat a kastélyból. Az adósság megfizetése után Jaqen egy fémpénzt ad a lánynak, és egy különös jelmondatot: "Valar Morghulis", amelyet ha kimond valamelyik braavosinak, a segítségére fog sietni. Roose Bolton elfoglalja Harrenhalt, akinek eleinte Arya a szolgálója lesz, de hamar megszökik.
Stannis seregei elérik Királyvárat, és ostrom alá veszik földön és vízen. Tyrion javaslatára tüzet vetnek be a tengeren, és egy hatalmas láncot, hogy ne tudjanak Stannis hajói beérni a kikötőbe. Amikor Tywin Lannister és Mace Tyrell csapatai is megérkeznek, Stannis végképp vereséget szenved. A kastély védelme során Tyriont megtámadja Joffrey egyik embere, akitől az újdonsült apródja, Podrick Payne menti meg.

### A Falon túl
Az Éjjeli Őrség kétszáz tagja Lord Jeor Mormont parancsnok vezetésével elhagyja a Fekete Várat és expedíciót indítanak a Falon túlra, hogy felkutassák eltűnt testvéreiket, és kinyomozzák a vademberek tömeges eltűnésének okát. Több elhagyatott vad falu átfésülése után elérik Craster Erődjét, ahol a vén Craster feleségeivel és lányaival él együtt. Az öregembertől megtudják, hogy a vademberek északra vándoroltak, hogy a Sikító-hágóban csatlakozzak a falon túli királyhoz, Mance Rayderhez, aki hatalmas vad seregével délre, a Fal felé masírozik. Az Őrség ezután még északabbra vonul, az Elsők Ökle nevű ősi erődhöz, s itt kiegészülve az Árnyéktoronyból érkezett ötven testvérükkel felhúzzák védvonalaikat. Havas Jon az Ököl sziklái között rábukkan egy fekete testvér sírjára, melyben obszidiántőröket és nyílhegyeket talál, ezeket szétosztja barátai között.
A parancsnok utasítására végül Havas Jon, a híres Félkezű Qhorin és még néhány testvérük elindul a Sikító-hágóba, hogy feltérképezzék a vadak seregének vonulását. A hágóban szembetalálják magukat a vadakkal. Megölnek néhány őrszemet, Jon pedig foglyul ejt egy vörös hajú vad nőt, Ygritte-et. A sereg gyorsan közeledik feléjük, így a csapat szétválik, Jon szabadon engedi a nőt, majd Qhorinnal menekülni kezdenek. A vad harcosok azonban bekerítik őket, Qhorin pedig azt parancsolja Jonnak, hogy ölje meg őt, és álljon be a vadak közé, majd tudjon meg róluk minél többet. Jon rémfarkasa, Szellem segítségével megöli Félkezű Qhorint, és csatlakozik a vadakhoz.

### A keleti kontinensen
Daenerys Targaryent férje, a khal halála után népe és harcosai nagy része elhagyta. Megmaradt hűséges embereivel, Ser Jorah Mormonttal, néhány tucat dothraki követőjével és három újszülött sárkányával elindul kelet felé, át a kietlen, száraz vörös pusztaságon. Úgy tűnik, utazásuk kudarcba fullad, rengeteg embert és lovat veszítenek a végtelen menetelés közben, de végül elérnek egy elhagyatott, fehér városba, melynek a Vaes Tolorro nevet adják. Miután a romok között feltöltődtek, Daenerys útnak indítja három vérlovasát három különböző égtáj felé, hogy keressenek kiutat a pusztaságból. Két lovas sikertelenül tér vissza a városba, a harmadik azonban három követ társaságában tűnik fel, akik egy Qarth nevű kereskedőváros küldöttei.
Daenerys és kicsiny népe a hatalmas tengerparti városba utazik, ahol az emberek csodaként fogadják a lányt és három sárkányát. Egy Xaro Xhoan Daxos nevű kereskedő befogadja a palotájába és ajándékokkal halmozza el őket, mert úgy véli, cserébe végül megkaphatja majd az egyik sárkányt. A lány semmiféleképpen sem akar megválni egyik sárkányától sem, így viszont Xaro számára egyre inkább teherré válik a társaság eltartása, tehát Daenerys ráébred, hogy minél előbb el kell hagyniuk a várost. Távozásuk előtt a lány úgy dönt, meglátogatja a Halhatatlanok Házát, hogy segítséget kérjen az ott élő varázslóktól. A titokzatos házban Daenerys képeket lát a múltból, a jelenből és a jövőből, melyeknek a történet előrehaladtával fontos jelentőségük lesz. Végül megtalálja a halhatatlanokat, akik megpróbálják megölni őt, de sárkánya, Drogon felgyújtja a házat, a varázslókkal együtt, s ez a tett kiváltja a qarthiak ellenszenvét. A lány a kikötőbe megy, hogy hajót találjon maguknak, ott azonban egy orgyilkos megtámadja. Életét két rejtélyes idegen, a kövér harcos, Erős Belwas, valamint az öreg Fehérszakállú Arstan menti meg. Róluk kiderül, hogy a pentosi Illyrio Mopatis küldöttei, akinek házában Daenerys korábban sokáig vendégeskedett. Daenerys és népe a két férfival tart, s hajóval elhagyják a várost.
|  | Itt a vége a cselekmény részletezésének! |

## Főszereplők
A regény egyes szám harmadik személyben íródott, kilenc főszereplő, illetve a prológusban egy mellékszereplő szemszögéből látjuk az eseményeket. A könyv főszereplői és fejezeteik száma:
- Prológus: Cressen mester, a Fellegvár mestere Stannis Baratheon szolgálatában
- Bran Stark (7): Eddard Stark és Catelyn Tully második fia, Deres és Észak Királyságának örököse
- Arya Stark (10): Eddard Stark és Catelyn Tully kisebbik, eltűnt és halottnak hitt lánya
- Sansa Stark (8): Eddard Stark és Catelyn Tully idősebbik lánya, a Lannisterek foglya Királyvárban
- Lady Catelyn Stark, a Tully-házból (7): Eddard Stark özvegye, Észak Királyának édesanyja
- Havas Jon (8): Eddard Stark fattyú fia, az Éjjeli Őrség felesküdött testvére
- Tyrion Lannister (15): törpe, Lord Tywin Lannister fiatalabbik fia, apja felhatalmazásából a Király Segítője
- Daenerys Targaryen (5): a Targaryen-dinasztia utolsó élő sarja, a Sárkányok Anyja
- Theon Greyjoy (6): a Vas-szigetek örököse, a néhai Eddard Stark nevelt fia
- Ser Tengerjáró Davos (3): a Hagymalovag, csempészből lett lovag Stannis Baratheon szolgálatában

## Magyarul
- Királyok csatája. A Tűz és Jég dalának második könyve; ford. Pétersz Tamás; Alexandra, Pécs, 2003
- Királyok csatája. A Tűz és jég dala ciklus második kötete; ford. Pétersz Tamás; 3. jav. kiad.; Alexandra, Pécs, 2014

## Televíziós sorozat
Az HBO gondozásában 2011-ben képernyőre került a regényciklus első könyve alapján készült sorozat, Trónok harca címen. A sikereken felbuzdulva elkészítették a sorozat második évadát, mely a Királyok csatája történéseit dolgozza fel. Amerikában 2012. április 1-jén indult a második évad, míg Magyarországon egy nappal az amerikai premier után, 2012. április 2-án.
Az évad a 2012-es Creative Arts Emmy-n, azaz a technikai Emmy-díjak kiosztóján hat kategóriában (Legjobb látvány- és jelmeztervezés, smink, hang, hangvágás és vizuális effektusok) nyert díjat, így a Trónok harca összesen már nyolc Emmyvel büszkélkedhet.